# لوکا بورلی
لوکا بورلی (انگلیسی: Luca Borrelli؛ زادهٔ ۲۱ فوریهٔ ۱۹۸۹) بازیکن فوتبال اهل ایتالیا است.
از باشگاه‌هایی که در آن بازی کرده‌است می‌توان به باشگاه فوتبال ناپولی اشاره کرد.
وی همچنین در تیم ملی فوتبال Italy U-16 بازی کرده‌است.